# Benno Ostertag
Benno Ostertag (* 13. September 1892 in Göppingen; † 7. April 1956 in Stuttgart) war ein deutscher Rechtsanwalt und Notar.

## Werdegang
Benno Ostertag kam als Sohn von Joseph und Betty Ostertag, geb. Hanauer, zur Welt. Nach dem Besuch des Realgymnasiums studierte er ab 1910 an den Universitäten München, Genf, Berlin und Tübingen und promovierte 1914. Seine Zulassung als Rechtsanwalt erhielt er 1921. Da er unter den Nationalsozialisten als "Jude" galt, wurde ihm seine Zulassung Ende November 1938 wieder entzogen. Anschließend konnte er nur noch als jüdischer Konsulent für Juden tätig sein. Seit Oktober 1945 war Ostertag auch Notar.
Nach Ende des Zweiten Weltkriegs spezialisierte sich Ostertag auf Wiedergutmachungsfragen.
Er war Vorsitzender der Israelitischen Kultusgemeinde in Württemberg und gehörte ab 1950 dem ersten Direktorium des Zentralrats der Juden in Deutschland an.

## Ehrungen
- 1952: Großes Verdienstkreuz der Bundesrepublik Deutschland (anlässlich seines 60. Geburtstages)

## Schriften
- Die "kurze Anfrage" im Reichstag, Tübingen, Univ., Diss., 1931.